# Saison 1 de The Musketeers
Chronologie
Saison 2
Cet article présente le guide des épisodes de la première saison de la série télévisée britannique The Musketeers.

## Distribution
- Tom Burke : Athos
- Luke Pasqualino : D'Artagnan
- Santiago Cabrera : Aramis
- Howard Charles : Porthos
- Peter Capaldi : Richelieu
- Ryan Gage : Louis XIII
- Tamla Kari : Constance Bonacieux
- Maimie McCoy : Milady de Winter
- Alexandra Dowling : Anne d'Autriche
- Hugo Speer : Comte de Tréville

## Épisodes

### Épisode 1:Tous Pour Un...
- Royaume-Uni : 19 janvier 2014 sur BBC One
- Québec : 28 janvier 2015  sur Séries+
- France : 3 juin 2015  sur TMC

- Oliver Cotton : Alexandre D'Artagnan
- Joe Wredden (VF : Hervé Lacroix) : Dujon
- Philip Brodie : Gaudet
- Chris Barnes : Fournier
- Emily Beecham (VF : Ludivine Maffren) : Adèle Bessett
- David Verrey : Raul Mendoza
- Nicholas McGaughey : Innkeeper

### Épisode 2:Complot Contre Le Roi
- Royaume-Uni : 26 janvier 2014 sur BBC One
- Québec : 5 février 2015 sur Séries+
- France : 3 juin 2015 sur TMC

- Jason Flemyng : Vadim
- Sean Cernow (VF : Cédric Dumond) : Felix
- Denise Gough (VF : Sybille Tureau) : Suzette
- Carl McCrystal : LeClerc
- Ian Barritt : Lavoie

### Épisode 3:Le Convoyeur
- Royaume-Uni : 2 février 2014 sur BBC One
- Québec : 11 février 2015 sur Séries+
- France : 3 juin 2015 sur TMC

- Jim High : Thibault
- James Callis : Emile Bonnaire
- Anna Skellern : Maria Bonnaire
- Tomás Masopust : Remi Blacksmith
- John Warnaby : Paul Meunier
- Andres Williams (VF : Sébastien Ossard) : Leon

Les Mousquetaires ont pour mission d'arrêter et de ramener à Paris Émile Bonnaire, un flamboyant aventurier, à la fois marchand et explorateur, car il doit comparaître devant le Roi pour avoir enfreint un traité de commerce signé par la France.
Cette mission qui semblait des plus simples devient bien plus délicate lorsque les Mousquetaires réalisent que de nombreuses personnes ont des raisons de s'en prendre à l'homme qui est à la fois leur prisonnier et sous leur protection.

### Épisode 4:Que Justice Soit Faite
- Royaume-Uni : 9 février 2014 sur BBC One
- Québec : 18 février 2015 sur Séries+
- France : 3 juin 2015 sur TMC

- Jim High : Thibault
- Anna Skellern : Maria Bonnaire
- Vincent Regan : Duc de Savoie
- Phoebe Fox (VF : Anne Tilloy) : Duchesse de Savoie
- Adrian Schiller : Gontard
- JJ Feild (VF : Sylvain Agaësse) : Marsac
- Daniel Rchichev : Louis Amadeus
- Simon Paisley Day : Cluzet
- Peter-Hugo Daly : Vieux Serge

Marsac, un ancien Mousquetaire, revient à Paris cinq ans après avoir déserté le régiment. Aramis se retrouve face à un terrible dilemme car son ex-camarade se livre à une tentative d'assassinat sur le Duc de Savoie qui est en visite à la Cour et en même temps, il prétend retrouver et dénoncer les coupables du massacre de 20 Mousquetaires à la frontière avec le Duché de Savoie.

### Épisode 5:Retrouvailles Explosives
- Royaume-Uni : 23 février 2014 sur BBC One
- France : 10 juin 2015 sur TMC

- Fiona Glascott (VF : Nathalie Bienaimé) : Flea
- Christophe Gilland : Jean de Mauvoisin
- Anton Lesser (VF : Guy Chapellier) : Emile de Mauvoisin
- Vaclav Chalupa : Le serviteur de De Mauvoisin
- Michael Jenn : Pasteur Ferrand
- Ashley Walters : Charon

### Épisode 6:Le Fils De L'ombre
- Royaume-Uni : 2 mars 2014 sur BBC One
- France : 10 juin 2015 sur TMC

- Tara Fitzgerald : Marie de Medicis
- Simon Merrells : Vincent
- Amy Nuttall (VF : Sandra Parra) : Agnès
- Ben Adams : Michel
- Curtis Matthew : Vicaire
- David Burke : Père Duval

### Épisode 7:La Fleur Du Mal
- Royaume-Uni : 9 mars 2014 sur BBC One
- France : 10 juin 2015 sur TMC

- Richard Hawley (VF : Stéphane Fourreau) : Robert Baudin
- Alice Sanders (VF : Marie Tirmont) : Fleur Baudin
- Annabelle Wallis (VF : Laura Blanc) : Ninon de Larroque
- John Lynch : Luca Sestini
- Hannah Sharp : Tharase

Après la mort tragique d'une jeune fille renversée par le carrosse royal, les Mousquetaires se lancent à la recherche de son amie qui a disparu. Leur enquête les mène vers une jeune femme noble, très énigmatique, qui ne laisse pas Athos indifférent.

### Épisode 8:Duel Pour L'honneur
- Royaume-Uni : 16 mars 2014 sur BBC One
- France : 17 juin 2015 sur TMC

- John Lightbody : Capitaine Trudeau
- Perry Fitzpatrick : Lambert

Trudeau, nouveau capitaine de la Garde Rouge du Cardinal meurt dans cet épisode, ainsi que Labarge son tueur et successeur.

### Épisode 9:Complot Contre La Reine
- Royaume-Uni : 23 mars 2014 sur BBC One
- France : 17 juin 2015 sur TMC

- Roger Ringrose : Comte Mallendorf
- Charlotte Hope (VF : Geneviève Doang) : Charlotte Mellendorf
- Alice Patten (VF : Caroline Victoria) : Soeur Helene / Isabelle

Le quatuor escorte la reine et ses dames d'honneur dans une forêt, qui suit une cure dans un lac réputé pour favoriser la fertilité. Soudain, elle se trouve prise pour cible par des inconnus armés. Les Mousquetaires parviennent à la mettre hors de portée et ils doivent prendre la fuite poursuivis par leurs mystérieux agresseurs. Ils finissent par trouver refuge dans un couvent fortifié dans lequel Aramis va retrouver une personne (Isabelle) qu'il n'avait pas vue depuis des années. Alors que D'Artagnan et Porthos sont retournés à Paris à la recherche de secours, les deux Mousquetaires et les religieuses doivent affronter les assaillants qui encerclent le couvent.

### Épisode 10:La Fin Justifie Les Moyens
- Royaume-Uni : 30 mars 2014 sur BBC One
- France : 17 juin 2015 sur TMC

Athos, sous l'emprise de l'alcool, prend une femme en otage en pleine rue et les Mousquetaires sont surpris de découvrir que la personne qu'il menace n'est autre que Milady De Winter. La fureur d'Athos augmente encore plus lorsqu'il découvre que D'Artagnan la connait. Ils finissent par se battre, D'Artagnan est blessé. L'amitié du groupe ne résiste pas à cette trahison. D'Artagnan, désormais isolé, demande de l'aide à Milady.